# Willem II van der Marck

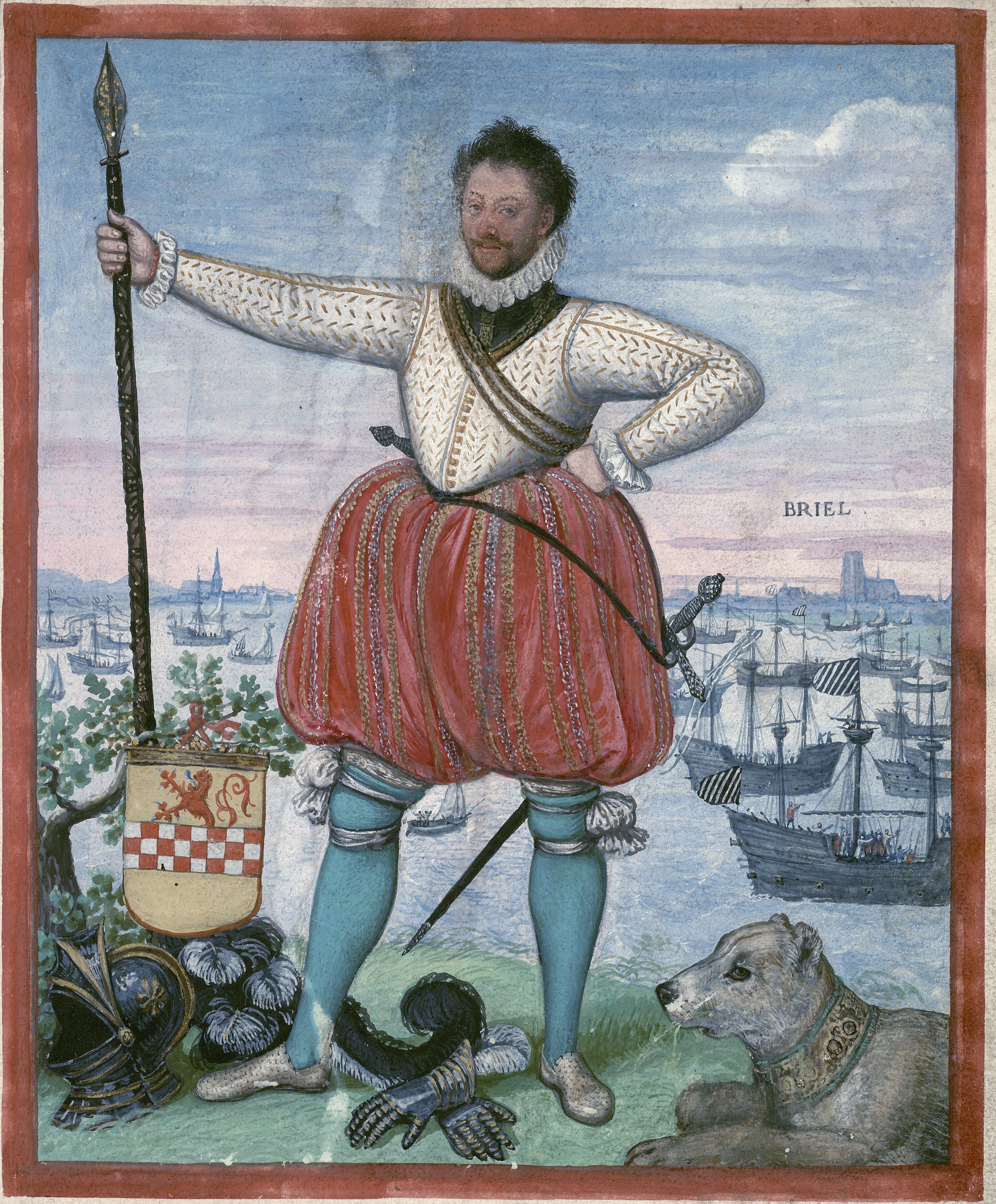
Willem II van der Marck Lumey

Willem II van der Marck (ca. 1542 – prinsbisdom Luik, 1 mei 1578), ook bekend als Lumey, was heer van Lummen (Lumey was de toenmalige Franstalige naam voor Lummen) en ook van Seraing-le-Château, Borset en Minderheyt, erfvoogd van Franchimont en vorst van het Heilige Roomse Rijk.
Lumey stond bekend als een beruchte en wrede geuzenleider. Lumey stamt uit het Huis Van der Mark (De la Marck), een adellijke familie die naast prins-bisschoppen ook beruchte personen heeft voortgebracht, zoals Willems gelijknamige overgrootvader Willem I van der Marck Lumey, die bekend stond als Het Zwijn van de Ardennen. Lumey was een zoon van Jan van der Marck en Margaretha van Wassenaer (dochter van Jan van Wassenaer, burggraaf van Leiden) en een volle neef van Hendrik van Brederode. Zijn overgrootvader van moederszijde was Manke Jan van Egmont.

## Wraak
Samen met tientallen andere edellieden uit het prinsbisdom Luik sloot Willem zich aan bij het protestantisme en keert zich tegen de Spaanse heersers en hun medestanders. Willem ondernam gewapende expedities en roof- en plundertochten. Zijn optreden maakte hem gevreesd maar leverde hem ook steun van aanhangers van de hervorming die vervolgd werden door de Spaanse inquisitie met uitvoerders als de Hertog van Alva. Bij de onthoofding van Egmont en Horne zwoer Lumey zijn baard en nagels te laten groeien totdat hij wraak had genomen, hetgeen hem de bijnaam Overste Langnagel opleverde. Willem van der Marck deed zich in deze periode opnieuw opmerken door geweld, afpersing en doodslag. Zo plunderde hij het nonnenklooster van Hoei, een monnikenklooster aan de oever van de Maas en mishandelde hij een monnik door deze aan de staart van een paard te binden. Het leverde hem naar zijn overgrootvader verwijzend de bijnaam Het Nieuwe Everzwijn op. In september 1568 voegde Willem van der Marck zich bij het leger van Willem van Oranje en werd hij er aanvoerder van een compagnie van 600 ruiters. In oktober 1568 staken zij met meer dan 20.000 strijders de Maas over bij Obbicht/Stokkem met de bedoeling Brussel in te nemen. Verschillende steden in het land van Loon werden veroverd. Daarbij werden onder meer kloosters en kerken zoals die van Borgloon vernield. Deze campagne leverde de Oranjes uiteindelijk geen politiek resultaat op. Willem van der Marck werd veroordeeld tot verbanning uit het Prinsbisdom Luik en de katholieke Nederlanden en verbeurdverklaring van zijn landgoederen. Vanaf dit moment bekend als Lumey (Frans voor Lummen) zette hij zijn carrière als rebellensoldaat nog vuriger voort. Aan het hoofd van een groep van medestrijders uit het Luikse begon hij aan een avontuur als watergeus.

## Den Briel

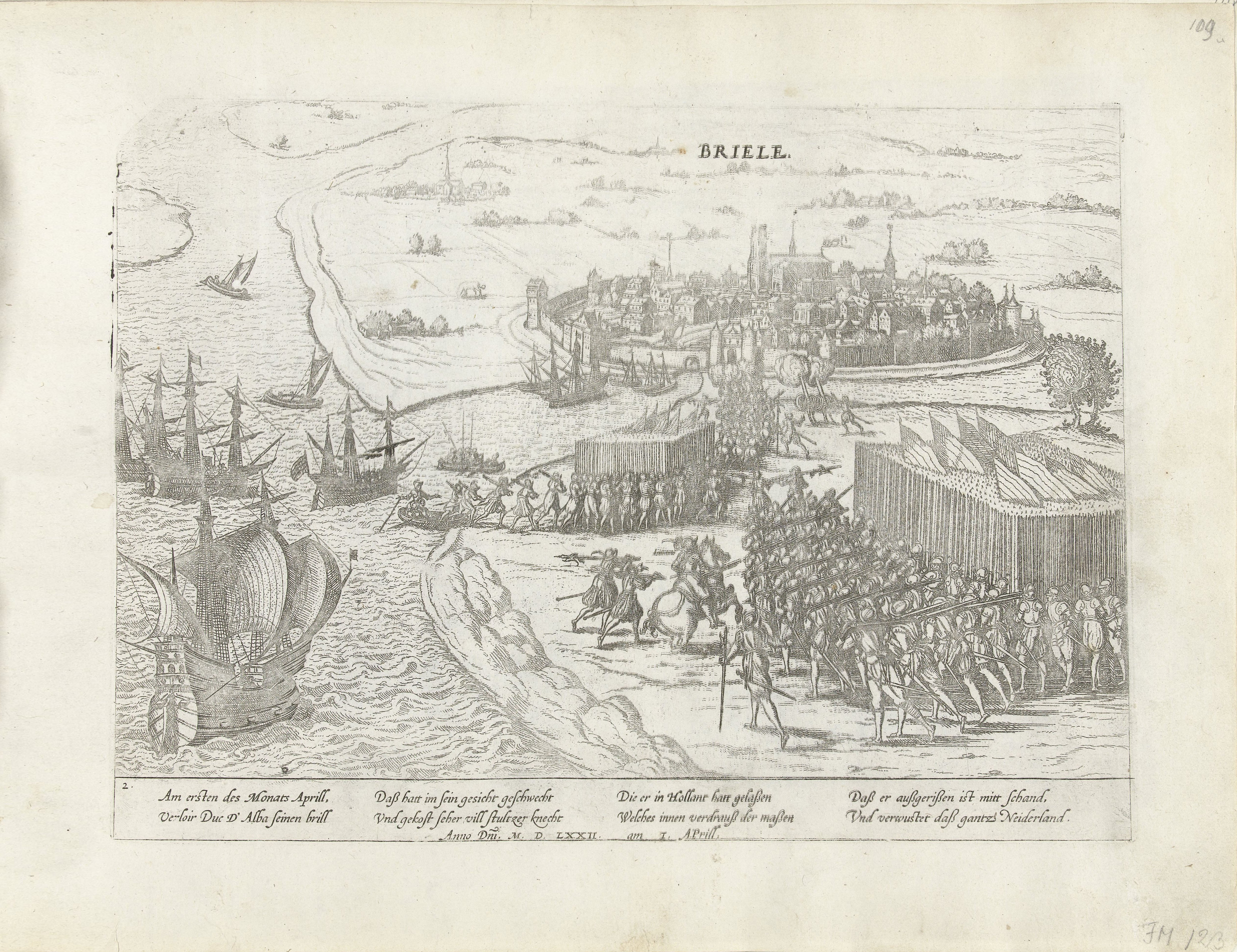
De inname van Brielle - gravure door Frans Hogenberg (1535-1590)

In 1571 werd Lumey opperbevelhebber van de vloot der watergeuzen. Begin 1572 vertrok Lumey, met 25 schepen en ongeveer 1200 man (waaronder Willem Bloys van Treslong, Jacob Blommaert en Lenaert Jansz de Graeff), van de Engelse kust nadat de Engelse koningin Elisabeth I genoeg kreeg van de piratenacties van de Geuzen en dezen het land uitstuurde. Zwervend over de Noordzee, zonder haven waar ze konden landen, kwamen ze door een storm per toeval in de Maasmonding terecht. Toen de plaatselijke veerman Jan Koppestok de vloot zag liggen nam hij contact op met de admiraal en vroeg of hij het vlakbijgelegen Den Briel kwam bevrijden. Dit was eigenlijk niet de bedoeling, maar toen bleek dat er geen Spaans garnizoen gelegerd was en er ook in de buurt geen troepen waren, besloot Lumey de stap te wagen. Hij ontscheepte zijn bemanning en veroverde op 1 april 1572 Den Briel. Hier komt het spreekwoord vandaan: op 1 april verloor Alva zijn bril, waarbij bril een verbastering is van Den Briel.
Vanuit Den Briel werden er tochten ondernomen richting de andere steden in Zuid-Holland en Zeeland. Veel steden gingen om en verklaarden zich voor de prins van Oranje. Zo ook de stad Gorkum. In die stad werden door de nieuwe regering de katholieke geestelijken gevangengezet en naar Den Briel gestuurd. Aldaar besloot Lumey op 9 juli 1572 deze 19 katholieke geestelijken (17 priesters en 2 broeders) te vermoorden door ophanging, nadat ze op beestachtige wijze waren mishandeld. Ze zijn bekend geworden als de martelaren van Gorkum. Andere geestelijken waren reeds op de Grote Markt van Den Briel verbrand. Bij de verovering van Schoonhoven waren ook twee monniken vermoord.

## Confrontatie met de Staten van Holland
Lumey was op 20 juni 1572 door Willem van Oranje benoemd tot zijn luitenant in Holland maar zijn arrogantie en zijn streven naar het admiraalschap maakte zijn positie onmogelijk. Er werd getwijfeld of hij de Staten van Holland nog wel boven zich achtte. Hij werd door de Delftse stadsbestuurders aangeklaagd bij de Staten van Holland vanwege zijn rol bij de terechtstelling van Cornelis Musius, prior van het Agathaklooster in Delft (1572). Ondanks zijn belofte aan de Staten van Holland op 22 juli 1572 om zich te houden aan de instructies van Willem van Oranje had hij Musius op 9 (of 10) december laten vermoorden. Musius was een vriend van Willem van Oranje, die regelmatig in het Sint-Agathaklooster verbleef en er woonde sinds november 1572. Lumey werd ontboden naar Delft en werd vervolgens gevangengezet in het kasteel van Gouda. Vanwege de precaire situatie werd hij vervolgens weer vrijgelaten. Toen het gerucht ging dat Lumey met zijn Waalse soldaten iets zou willen uitvoeren, werd Lumey weer gevangengezet, ditmaal in het slot Honingen. Enige tijd later wist hij te ontkomen naar Rotterdam, waar hij openlijk protest aantekende. In mei 1574 werd hem verzocht te vertrekken. Hij werd door de Staten het land uitgezet. Er was verwacht dat hij zich in Emden zou vestigen maar hij vertrok naar Aken, dichter bij zijn voorouderlijk land.

## Verzoening met de katholieken
In Aken nam hij al deel aan een katholieke mis en wilde hij zich verzoenen met de prins-bisschop van Luik en ondernam hij stappen om gratie te krijgen van de prins-bisschop van Luik en de koning van Spanje. Het is niet duidelijk of dit uit opportunisme voortkwam, of uit een daadwerkelijke bekering tot het katholicisme en berouw over zijn vroegere misdaden tegen katholieken. Hij tekende beroep bij de rechtbank van het Duitse keizerrijk tegen zijn verbanning en verbeurdverklaring van zijn eigendommen bij de keizer van het Heilige Roomse Rijk. In 1575 kreeg hij zijn bezittingen in onder meer Seraing-le-Château en Lummen terug in handen op voorwaarde dat hij zich voortaan onthoudt van vijandelijkheden en een gezin sticht. De prins-bisschop verleende hem op 9 mei 1575 gratie. Lumey nam zijn intrek in het Seraing-le-Château dat hij verkoos boven Lummen omdat die laatste heerlijkheid deels onder Brabant viel. Soms verbleef hij ook in zijn stadsresidentie op de Mont-Saint-Martin in Luik.
Terwijl hij zich in 1577 schijnbaar kalm bezig hield met het beheer van zijn landgoederen had hij contact met de Staten-Generaal over zijn terugkeer in hun dienst om  te helpen in de verwachte strijd met Don Juan van Oostenrijk.. In september 1577 begon hij in het land van Luik soldaten te rekruteren. Begin 1578 had hij tien vendels van tweehonderd man bijeengebracht. Hij voerde ze naar het staatse leger in de buurt van Namen, maar trof dat aan in grote wanorde. De adellijke officieren waren allemaal op een huwelijk in Brussel. Gedegouteerd liet Lumey het leger voor wat het was en keerde hij terug naar Luik. Zijn desertie bleek gebaseerd op een juiste inschatting, want de Slag bij Gembloers werd een grote nederlaag. Omdat Lumey niet tevreden was met de afloop (hij meende nog aanspraak te kunnen maken op vergoeding voor het samenbrengen van zijn leger) riep hij zijn regiment terug en rukte op naar het Land van Valkenburg om 's-Hertogenrade en Heerlen te plunderen. De Staten-Generaal vreesden dat Lumey zou overlopen naar de Spaanse Don Juan en men stuurde een deel van de bezetting van Maastricht naar deze plaatsen om dat te verhinderen. Willem van der Marck keerde terug naar Seraing-le-Château en installeerde zich in zijn stadsresidentie in Luik.

## Dood
Enkele maanden later, op 1 mei 1578 overleed hij, ongehuwd en kinderloos. Volgens een overlevering kwam hij om door de beet van een dolle hond. De waarschijnlijke doodsoorzaak is vergiftiging. Het is niet duidelijk of de daders in het katholieke dan wel in het protestantse kamp moeten worden gezocht.
Lumey werd door zijn broer Philips, domheer te Straatsburg, begraven in de grafkelder van de familie in de kerk van Lummen, als heer van de heerlijkheid. Bij de afbraak van de kerk in Lummen, voor de bouw van een nieuwe kerk,  werd zijn stoffelijk overschot, samen met de lijkkisten van Lummense bloedverwanten op 16 oktober 1872 overgebracht naar de grafkelder van de familie Arenberg-de Ligne, gelegen onder het priesterkoor van de toenmalige Kapucijnenkloosterkerk in Edingen (Rue des Capucins 5). Op 28 februari 1881 belandden de drie lijkkisten in de "caveau", een onderdeel van de crypte onder de Kapucijnenkloosterkerk. Sedert enkele jaren is de "kerk" ontwijd en ingevolge verkoop privébezit geworden.

## Trivia
- Lumey is de basis voor het vaste personage "Admiraal Lumey" in de Nederlandse stripreeks Gilles de Geus.
- In de Utrechtse Geuzenwijk werden twee straten naar hem genoemd: de Lumeystraat en de Van der Marckstraat.
- In Amsterdam is er een straat naar hem genoemd: de Lumeijstraat.
- In de Ballade van den katholiek van Anton van Duinkerken wordt Lumey ook genoemd.[10]

## Voorouders
| Voorouders van Willem II van der Marck Lumey | Voorouders van Willem II van der Marck Lumey                                            | Voorouders van Willem II van der Marck Lumey                                            | Voorouders van Willem II van der Marck Lumey                                            | Voorouders van Willem II van der Marck Lumey                                            | Voorouders van Willem II van der Marck Lumey                                       | Voorouders van Willem II van der Marck Lumey                                       | Voorouders van Willem II van der Marck Lumey                                       | Voorouders van Willem II van der Marck Lumey                                       |
| -------------------------------------------- | --------------------------------------------------------------------------------------- | --------------------------------------------------------------------------------------- | --------------------------------------------------------------------------------------- | --------------------------------------------------------------------------------------- | ---------------------------------------------------------------------------------- | ---------------------------------------------------------------------------------- | ---------------------------------------------------------------------------------- | ---------------------------------------------------------------------------------- |
| Overgrootouders                              | Willem I van der Marck Lumey (1440–1485) ∞ Johanna van Aerschot-Schoonhoven (1440–1506) | Willem I van der Marck Lumey (1440–1485) ∞ Johanna van Aerschot-Schoonhoven (1440–1506) | Wilhelm Runkel (–) ∞ Irmgard Rollingen (–)                                              | Wilhelm Runkel (–) ∞ Irmgard Rollingen (–)                                              | Jan I van Wassenaar (1410–1495) ∞ Jeanne van Halewijn (1460–1529)                  | Jan I van Wassenaar (1410–1495) ∞ Jeanne van Halewijn (1460–1529)                  | Jan III van Egmond (1438–1516) ∞ Magdalena van Weerdenburg (1464–1538)             | Jan III van Egmond (1438–1516) ∞ Magdalena van Weerdenburg (1464–1538)             |
| Grootouders                                  | Johan I van der Mark-Arenberg (1470–1519) ∞ Margaretha van Runkel en Wiedet (1480–1547) | Johan I van der Mark-Arenberg (1470–1519) ∞ Margaretha van Runkel en Wiedet (1480–1547) | Johan I van der Mark-Arenberg (1470–1519) ∞ Margaretha van Runkel en Wiedet (1480–1547) | Johan I van der Mark-Arenberg (1470–1519) ∞ Margaretha van Runkel en Wiedet (1480–1547) | Jan van Wassenaar (1483–1523) ∞ Josina van Egmond (1486–1520)                      | Jan van Wassenaar (1483–1523) ∞ Josina van Egmond (1486–1520)                      | Jan van Wassenaar (1483–1523) ∞ Josina van Egmond (1486–1520)                      | Jan van Wassenaar (1483–1523) ∞ Josina van Egmond (1486–1520)                      |
| Ouders                                       | Johan II van der Marck-Arenberg (1500–1552) ∞ Margarethe van Wassenaar (1500-1557)      | Johan II van der Marck-Arenberg (1500–1552) ∞ Margarethe van Wassenaar (1500-1557)      | Johan II van der Marck-Arenberg (1500–1552) ∞ Margarethe van Wassenaar (1500-1557)      | Johan II van der Marck-Arenberg (1500–1552) ∞ Margarethe van Wassenaar (1500-1557)      | Johan II van der Marck-Arenberg (1500–1552) ∞ Margarethe van Wassenaar (1500-1557) | Johan II van der Marck-Arenberg (1500–1552) ∞ Margarethe van Wassenaar (1500-1557) | Johan II van der Marck-Arenberg (1500–1552) ∞ Margarethe van Wassenaar (1500-1557) | Johan II van der Marck-Arenberg (1500–1552) ∞ Margarethe van Wassenaar (1500-1557) |
| Willem II van der Marck Lumey (1542–1578)    |                                                                                         |                                                                                         |                                                                                         |                                                                                         |                                                                                    |                                                                                    |                                                                                    |                                                                                    |